# Christiaan Bakkes
Christiaan Bakkes (Pretoria 1965) is een Zuid-Afrikaanse schrijver. Hij is de zoon van Cas en Margaret Bakkes en de broer van C. Johan Bakkes.
Hij is sinds jaren actief betrokken bij natuurconservatie.

## Werk
- Die Lang Pad van Stoffel Mathysen (1998)
- Stoffel in die Wildernis (2000)
- Skuilplek (2002)
- Stoffel by die afdraaipad (2004)
- Stoffel se veldnotas (2008)
- In Bushveld and desert (2008)
- Stoffel in Afrika (2010)
- Stoffel op safari (2012)
- Bushveld, desert and dogs:  a game ranger’s life (2012)
- Krokodil aan my skouer – Stoffel toe en nou (2014)
- Stoffel: die beste stories (2015)